# Omar Islas
Omar Islas Hernández (ur. 13 kwietnia 1996 w Naucalpan) – meksykański piłkarz występujący na pozycji skrzydłowego, od 2023 roku zawodnik Morelii.